# Goungla
Goungla är en ort i Burkina Faso.   Den ligger i provinsen Province du Bam och regionen Centre-Nord, i den centrala delen av landet, 90 km norr om huvudstaden Ouagadougou. Goungla ligger 336 meter över havet och antalet invånare är 886.
Terrängen runt Goungla är platt. Närmaste större samhälle är Kongoussi, 19,0 km norr om Goungla.
Trakten runt Goungla består i huvudsak av gräsmarker. Runt Goungla är det ganska tätbefolkat, med 86 invånare per kvadratkilometer.